# René Münnich

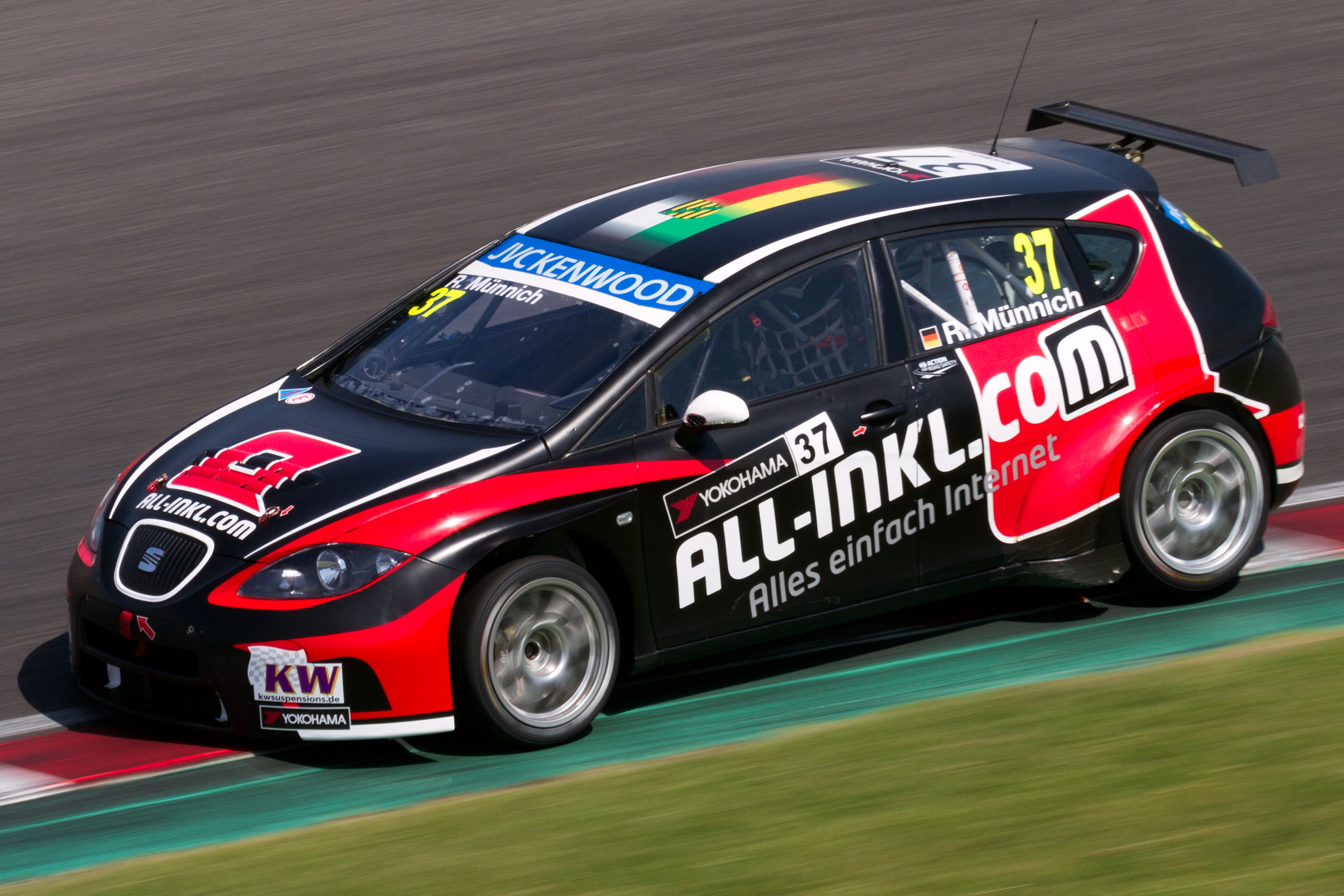
René Münnich bereidt zich voor op de WTCC Race van Japan, 2013

René Münnich (Löbau, 6 mei 1977) is een Duits autocoureur, teameigenaar en ondernemer. Hij is de eigenaar en teammanager van Münnich Motorsport. Ook is hij de eigenaar van de webhostingservice all-inkl.com.

## Carrière
Nadat hij sinds 2005 in verschillende klassen in het rallycross heeft gereden, waar hij in 2007, 2009, 2010 en 2011 de titel in het Duitse rallycrosskampioenschap behaalde, maakte Münnich in 2012 zijn debuut in het World Touring Car Championship voor het team Special Tuning Racing in een Seat Leon op het Suzuka International Racing Course. Dit bood hem een kans om zijn team Münnich Motorsport te laten debuteren in het WTCC in 2013 na het stopzetten van de FIA GT1. Hij eindigde de races als zeventiende en twintigste.
In november 2012 kocht Münnich Motorsport drie Seat Leons om deel te nemen aan het WTCC in 2013 voor Markus Winkelhock (later vervangen door regerend kampioen Rob Huff), Marc Basseng en Münnich zelf. Korte tijd later kocht Münnich Motorsport twee auto's van het Lukoil Racing Team. Münnich zelf kent een moeilijk seizoen, met twee raceweekenden te gaan is slechts een veertiende plaats zijn beste resultaat.